# Apeadeiro de Taipa - Requeixo

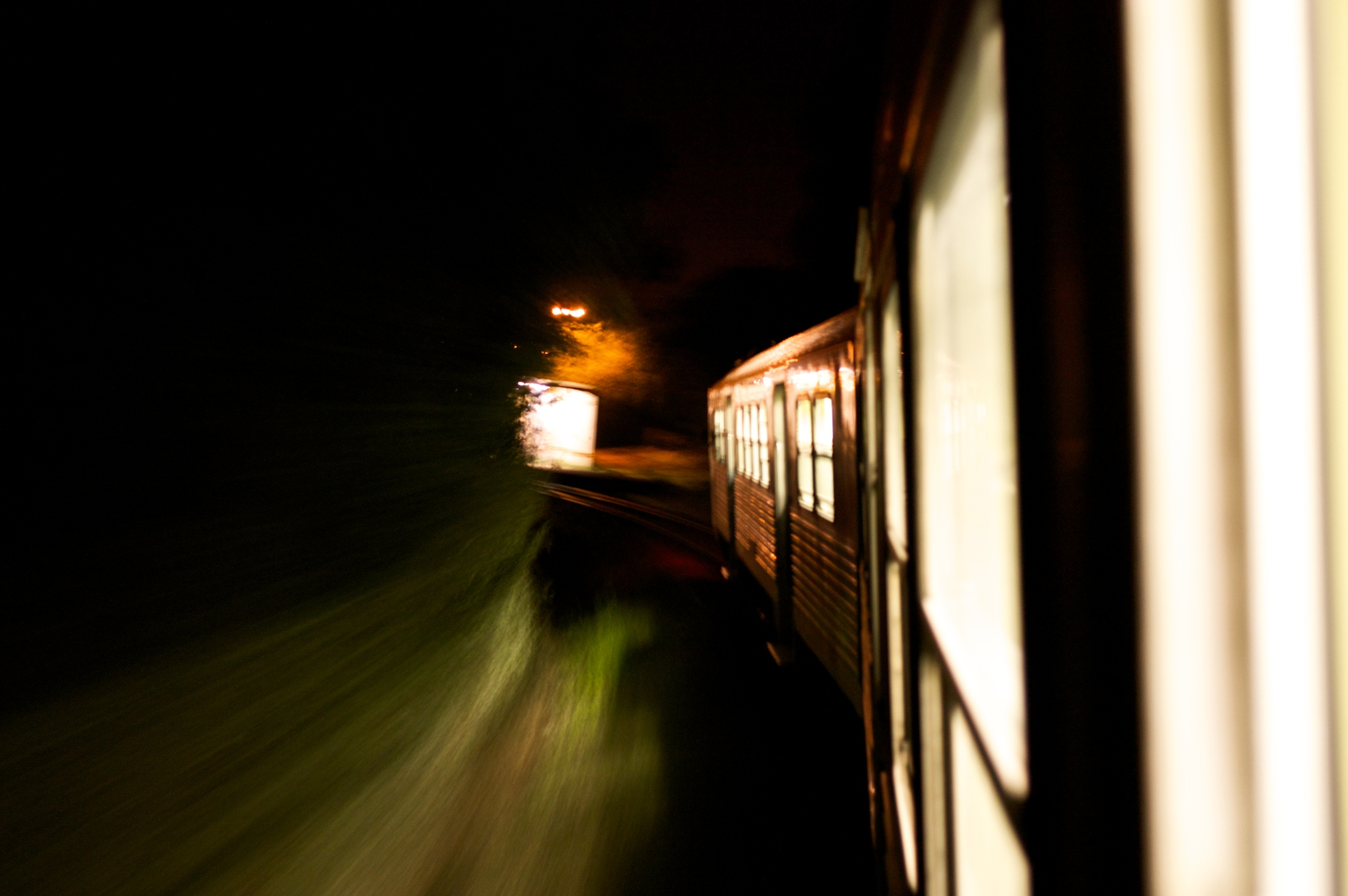
Comboio noturno passando pelo apeadeiro de Taipa-Requeixo, em 2009.

O apeadeiro de Taipa-Requeixo (ou de Taipa - Requeixo) é uma plataforma ferroviária do Ramal de Aveiro, que serve as localidades de Taipa e Requeixo, no Distrito de Aveiro, em Portugal.

## Descrição

### Serviços
Em dados de 2022, esta interface é servida por comboios de passageiros da C.P. de tipo regional, com onze circulações diárias em cada sentido, entre Aveiro e Sernada do Vouga (três destas encurtadas a Águeda ou a Macinhata do Vouga); como habitual nos apeadeiros desta linha, trata-se de uma paragem condicional, devendo os passageiros avisar antecipadamente o revisor para desembarques e assinalar da plataforma ao maquinista para embarques.

## História
Esta interface insere-se no troço entre Albergaria-a-Velha e Aveiro da rede ferroviária do Vouga, que foi inaugurado em 8 de Setembro de 1911, pela Compagnie Française pour la Construction et Exploitation des Chemins de Fer à l'Étranger. Em 1 de Janeiro de 1947, a gestão da rede do Vouga passou a ser assegurada pela Companhia dos Caminhos de Ferro Portugueses.
Esta interface não figura no mapa oficial de 1985, tendo sido inaugurada posteriormente.